# Хмельник (гміна, Келецький повіт)
Гміна Хмельник (пол. Gmina Chmielnik) — місько-сільська гміна у східній Польщі. Належить до Келецького повіту Свентокшиського воєводства.
Станом на 31 грудня 2011 у гміні проживало 11601 особа.

## Територія
Згідно з даними за 2007 рік площа гміни становила 142.87 км², у тому числі:
- орні землі: 75.00%
- ліси: 16.00%

Таким чином, площа гміни становить 6.36% площі повіту.

## Населення
Станом на 31 грудня 2011:
| Опис     | Загалом | Загалом | Чоловіки | Чоловіки | Жінки | Жінки |
| -------- | ------- | ------- | -------- | -------- | ----- | ----- |
| одиниця  | осіб    | %       | осіб     | %        | осіб  | %     |
| все      | 11601   | 100     | 5832     | 50.27    | 5769  | 49.73 |
| міське   | 3982    | 100     | 1928     | 48.42    | 2054  | 51.58 |
| сільське | 7619    | 100     | 3904     | 51.24    | 3715  | 48.76 |

## Сусідні гміни
Гміна Хмельник межує з такими гмінами: Бусько-Здруй, Ґнойно, Кіє, Моравиця, Пешхниця, Піньчув.